# 麥休戈峰
69°51′S 68°5′W / 69.850°S 68.083°W
麥休戈峰是南極洲的山峰，位於帕爾默地，屬於特勒弗斯山脈的一部分，海拔高度1,250米，由美國海軍拍攝照片，現時由南極條約體系管理。